# 稲城市立稲城第一中学校
稲城市立稲城第一中学校（いなぎしりつ いなぎだいいちちゅうがっこう）は、東京都稲城市百村にある公立の中学校である。

## 沿革

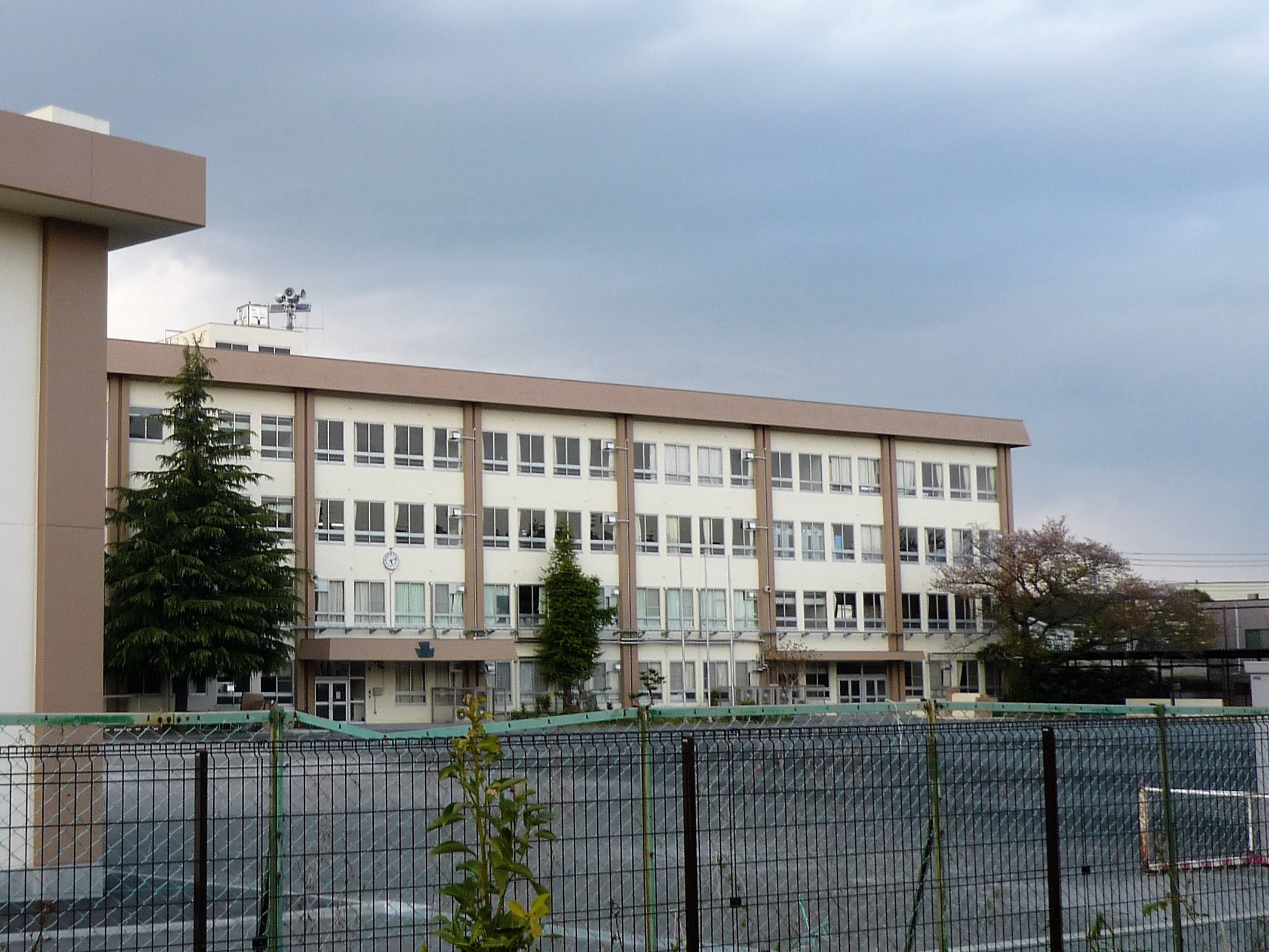
南西側から見た校舎

- 1947年（昭和22年）5月13日 - 東京都南多摩郡稲城村立稲城中学校として開校
- 1957年（昭和32年）4月1日 - 町制施行、東京都南多摩郡稲城町立稲城中学校に改称
- 1971年（昭和46年）11月1日 - 市制施行、東京都稲城市立稲城中学校に改称
- 1972年（昭和52年）4月1日 - 稲城市立稲城第二中学校開校に伴い、東京都稲城市立稲城第一中学校に改称
- 1977年（昭和55年）4月1日 - 稲城市立稲城第三中学校を分離

## 校区
- 百村の一部
- 東長沼の一部
- 大丸の全域

## 交通
- 京王電鉄相模原線 稲城駅から徒歩10分
- JR南武線 稲城長沼駅から徒歩12分

## 出身者
- 石川良一 - 元稲城市長
- 石坂わたる - 中野区議
- 黒田雅之 - プロボクサー[1]